# Darlington
Darlington es una ciudad y autoridad unitaria en Inglaterra (Reino Unido). La ciudad tenía una población de 106.000 habitantes en 2011. La ciudad está a orillas del río Skerne, un afluente del río Tees. La ciudad tiene una historia larga con mucho desarrollo debido a la influencia de los cuáqueros en la época victoriana. La ciudad es conocida por ser terminal de la primera línea de ferrocarril del mundo.

## Historia
Darlington comenzó como un asentamiento anglosajón. Hay un mercado histórico en el centro de la ciudad. La iglesia de San Cuthbert, una de las más importantes en el noreste de Inglaterra, se construyó en 1183.
Al principio del siglo XIX, Darlington era una ciudad pequeña, pero se expandió a finales del siglo con mucha industrialización.
Darlington es conocida por el nacimiento del ferrocarril, con la vía férrea de Darlington a Stockton (Stockton and Darlington Railway, en la que se efectuó el primer viaje con pasajeros por vía férrea en 1825. Unas cuarenta mil personas acudieron a la inauguración.

## Ciudades hermanadas
- Mülheim an der Ruhr en Alemania.
- Amiens en Francia.

## Educación
La ciudad cuenta con el Queen Elizabeth Sixth Form College, uno de los más destacados de Inglaterra que educa a más de 2000 alumnos de Darlington y alrededores. Además se encuentran: Carmel RC Technology College, Darlington School of Maths and Science, Hummersknott Academy, Hurworth School y St Aidan's Church of England Academy. La Universidad de Teesside abrió un campus en Darlington en 2011 ofreciendo educación superior a estudiantes y trabajadores de la zona.
También hay dos escuelas independientes: Yarm at Raventhorpe (formalmente Raventhorpe Preparatory School), y Polam Hall School para niños y niñas de entre 3 y 18 años.

## Medios de comunicación
Darlington edita el diario regional The Northern Echo y está hermanada con el periódico semanal Darlington & Stockton Times. La estación de radio Star Radio North East, perteneciente al Condado de Durham, transmite para la ciudad.